# Bythocaris cryonesus
Bythocaris cryonesus is een garnalensoort uit de familie van de Hippolytidae. De wetenschappelijke naam van de soort is voor het eerst geldig gepubliceerd in 1972 door Bowman & Manning.